# M. Moleiro Editor
M. Moleiro est une maison d’édition spécialisée dans la copie ou reproduction en fac-similé de codex, de cartes et de manuscrits enluminés. Elle a été fondée à Barcelone en 1991. Son travail de diffusion d’un grand nombre d’œuvres majeures de l’histoire de l’enluminure, ainsi que l’extrême fidélité de ses reproductions, en ont fait une des spécialistes mondiales.

## Historique
En 1976, encore étudiant, Manuel Moleiro fonda la maison d’édition Ebrisa. Il y publia des livres d’art, de sciences et de cartographie, et collabora à divers projets communs avec des éditeurs tels Times Books, Encyclopedia Britannica, MacMillan, Edita, Imprimerie nationale et Franco Maria Ricci.
En 1991, il décida de créer une entreprise sous son nom et sa marque. Depuis il s’est spécialisé dans la reproduction de certains des principaux joyaux bibliographiques du Moyen Âge et de la Renaissance, ayant obtenu la permission de bibliothèques prestigieuses, comme la Bibliothèque nationale de France, la British Library, la Morgan Library & Museum, le Metropolitan de New York, la Bibliothèque nationale de Russie, la Huntington Library ou la Fondation Gulbenkian de Lisbonne.
Depuis le début, son ambitieux projet culturel s’est concentré sur la diffusion de ces œuvres d’art, manuscrits relégués pendant des siècles dans les vitrines et archives, à la portée d’un nombre infime de personnes, en raison de leurs strictes conditions de conservation, certaines datant de plus de mille ans. Afin de couronner ce travail de divulgation culturelle, chaque édition fac-similée est accompagnée d’un volume critique dirigé par des universitaires spécialistes de l’étude des manuscrits.

## Travail éditorial
Depuis la publication de ses premiers titres, la maison d’édition Moleiro a rencontré un succès sans précédent dans le domaine de la reproduction fac-similée, provoquant l’admiration des bibliophiles du monde entier grâce à des éditions si soignées qu’elles se différencient très difficilement de leurs originaux.
En raison de l’abus frauduleux du terme « fac-similé », perpétré ces dernières décennies par des maisons d’éditions qui, sans aucune rigueur, l’ont allégrement appliqué à divers types de reproduction de qualité très médiocre, M. Moleiro a décidé d’introduire le concept de « quasi-original », dénomination qui se réfère à ses codex, compte tenu des résultats impressionnants atteints après de longs processus d’essais et d’expérimentation. En 2010, Le Monde affirma : « La maison d’édition espagnole Moleiro a inventé le concept de “quasi-original”, plus adéquat pour décrire le travail artisanal extrêmement minutieux employé pour réaliser ces œuvres, plus proches du clone que du fac-similé. 1
Dans chacune de ses reproductions, n’est épargné aucun moyen destiné à reproduire la texture, l’odeur, l’épaisseur et la densité variable du papier et du parchemin, l’or des miniatures, les peaux des reliures ou les fils des coutures, ce qui permet de comprendre pourquoi ses éditions sont considérées comme des « quasi-originaux », et non seulement de simples reproductions.
Toutes les éditions de la maison sont originales et uniques, limitées à 987 exemplaires numérotés et authentifiés par acte notarial. Cela, ajouté au fait qu’ils sont moins de mille, obéit à la volonté d’offrir aux lecteurs un produit de choix, soigné et valorisable avec le temps.
En 2001, The Times qualifia le travail de la maison d’édition comme « l’art de la perfection 2 ». Un an plus tard, dans le même quotidien, Allegra Stratton écrivit que « le pape dort avec un quasi-original de Moleiro près de son lit 3 ». Avec le temps, au pape Jean-Paul II sont venues s’ajouter des personnalités telles que les ex-présidents des États-Unis, Jimmy Carter, Bill Clinton et George Bush, le prix Nobel José Saramago, le président du Portugal Aníbal Cavaco Silva ou le roi d’Espagne Juan Carlos I, entre autres.
Parmi les œuvres les plus importantes reproduites par M. Moleiro figurent :
Des œuvres de Béatus de Liébana, M. Moleiro a cloné le Béatus de Cardeña, le Béatus de Arroyo, le Béatus de Silos, le Béatus de Fernando I y Sancha et le Béatus de Gerona. Les trois volumes de la Bible de Saint Louis, considérée comme le monument bibliographique le plus important de l’histoire, avec ses 4887 miniatures, ont également été édités sous sa marque. Dans son catalogue, on remarque de nombreux livres des heures, comme le Bréviaire d’Isabelle la Catholique, Les Grandes Heures d’Anne de Bretagne, ou les Heures de Jeanne I de Castille, des traités médicaux comme le Livre des simples médecines ou le Tacuinum Sanitatis et des œuvres maîtresses de la cartographie, comme l’Atlas Miller ou l’Atlas Vallard.

## Liste complète des éditions
- Apocalipsis français
- Apocalipsis flamande
- Apocalipsis Gulbenkian
- Atlas Miller
- Atlas Universel de Diogo Homem
- Atlas Universel de Fernao Vaz Dourado
- Atlas Vallard
- Béatus de Liébana, Codex de Ferdinand I
- Béatus de Liébana Beato de Liébana, Codex de Girona
- Béatus de Liébana, Codex du Monastère de San Andrés de Arroyo
- Béatus de Liébana, Codex dit du Monastère de San Pedro de Cardeña
- Béatus de Liébana, Codex du Monastère de Santo Domingo de Silos
- Bible de Saint Louis
- Bible moralisée de Naples
- Bréviaire d'Isabelle la Catholique
- Carte de Cristophe Colomb
- Heures de Charles d'Angoulême
- Généalogie du Christe
- Livre d'heures d'Henri VIII
- Grandes Heures d'Anne de Bretagne
- Livre du Golf
- Livre d'Heures de Charles VIII
- Les Heures de Jeanne I de Castille, Jeanne la Folle
- Livre d’Heures de Marie de Navarre
- Le Livre du Bonheur
- Le Livre du Trésor
- Livre des Testaments
- Livre de Prières d’Albert de Brandebourg
- Roman de Zifar
- Livre d’Heures de Louis d’Orléans
- Livre des simples médecines
- Atlas catalan
- Martyrologe d’Usuard
- Psautier Anglo-Catalan[2]
- Splendor Solis
- Tacuinum sanitatis
- Theatrum Sanitatis
- Thêriaka et Alexipharmaka
- Tractatus de herbis, à partir du manuscrit Sloane 4016 de la British Library.